# Zapatadon
Zapatadon (gr, "diente de Zapata") es un género extinto de reptil esfenodóntido que vivió al final del Jurásico Inferior, siendo encontrados sus restos en la parte inferior de la Formación La Boca en Tamaulipas, México.

## Descripción
Es conocido a partir de un cráneo casi completo con la mandíbula que proceden de un individuo ya eclosionado (el espécimen IGM 3497, alojado en el Instituto de Geología de la Universidad Nacional Autónoma de México), el cual es uno de los cráneos más pequeños entre los esfenodontos, con una longitud total estimada de 11.3 milímetros, algo menor que la de los individuos eclosionados observados en el actual tuátara (Sphenodon); rasgos como la sínfisis mandibular oblicua sugieren que el holotipo es de un individuo en un estado relativamente avanzado de desarrollo ontogénico. Zapatadon fue diagnosticado por su serie dental eclosionada localizada en una depresión en la parte anterior del hueso dentario, el hueso prefrontal que rodea el proceso dorsal del maxilar y el amplio yugal que se extiende sobre el proceso maxilar suborbital, siendo casi excluido de la órbita ocular.
Zapatadon fue nombrado y descrito originalmente por Víctor-Hugo Reynoso y James M. Clark en 1998, siendo el nombre del género un homenaje al líder revolucionario mexicano Emiliano Zapata, añadido al sufijo griego -odon, "diente", común en otros taxones de esfenodontos; el nombre de la especie tipo, ejidoensis es en gratitud a la gente del ejido (tierra de propiedad común) de El Huizachal, que permitieron la investigación de los fósiles.
En la Formación La Boca, en donde se hallaron los huesos de Zapatadon, también se encontraron fósiles de otros tipos de esfenodontos como Cynosphenodon huizachalensis y el posiblemente venenoso Sphenovipera jimmysjoyi, el diápsido primitivo Tamaulipasaurus morenoi, el pterosaurio primitivo Dimorphodon weintraubi, el tritilodóntido Bocatherium mexicanum y los mammaliaformes Bocanodon tamaulipensis, Victoriaconocodon inaequalis y Huestaconocodon wiblei, junto a restos craneales y postcraneales de crocodiliformes, y dientes de dinosaurios terópodos y ornitisquios.

## Clasificación
El análisis filogenético de la descripción original de Zapatadon encontró que es parte de un clado que contiene a las subfamilias Eilenodontidae (Toxolophosaurus, Eilenosaurus) y Sphenodontinae (Sphenodon, Cynosphenodon), en una politomía sin resolver con el género Opisthias y dichas subfamilias, dentro de la familia Sphenodontidae. Esta inclusión se apoya en rasgos como la gran longitud de la fenestra supratemporal, de más de un cuarto de la longitud craneal, la única fila de dientes en el palatino y una órbita ocular de menos de un tercio de la longitud craneal. Aunque ciertos rasgos como la gran longitud de la fenestra temporal inferior y el foramen cuadrado-cuadratoyugal agrandado son compartidos con Sphenodon, lo que sugiere una relación cercana, los autores notaron que la inmadurez del espécimen holotipo conforma una mezcla de rasgos avanzados y primitivos que no permiten hacer más claras sus relaciones filogenéticas.

## Literatura
- Reynoso-Rosales, V. H. 1992. Descripción de los esfenodontes del Jurásico temprano o medio del Cañón del Huizachal, Tamaulipas, México. M.S. thesis, Facultad de Ciencias, Universidad Nacional Autónoma de México, Ciudad de México, México, 86 pp.